# Pericoma graecica
Pericoma graecica är en tvåvingeart som beskrevs av Vaillant 1978. Pericoma graecica ingår i släktet Pericoma och familjen fjärilsmyggor.
Artens utbredningsområde är Grekland. Inga underarter finns listade i Catalogue of Life.